# Чемберс, Дуэйн
Дуэйн Энтони Чемберс (англ. Dwain Anthony Chambers, род. 5 апреля 1978 года) — британский спринтер.
Заниматься лёгкой атлетикой начал в школьные годы. Уже в юношеском возрасте подавал большие надежды. В возрасте 16 лет имел личный рекорд на 100 метров 10,64. В 1997 году установил мировой рекорд среди юниоров в беге на 100 метров — 10,06, который простоял до 2003 года. В 1999 году стал 28 человеком планеты, которому удалось преодолеть 10-секундный барьер. Является обладателем второго результата в Великобритании на 100 метров — 9,97. C 2000 по 2003 годы был чемпионом Великобритании на дистанции 100 метров. С 2003 по 2006 год был отстранён от соревнований в связи с применением допинга. В настоящее время владеет рекордом Европы в беге на 60 метров. На чемпионате мира 2011 года потерпел неудачу, был дисквалифицирован в полуфинале. На мировом первенстве в помещении 2012 года стал бронзовым призёром в беге на 60 метров с результатом 6,60.
Лучший легкоатлет Европы 2002 года. 3 августа 2017 объявил о завершении спортивной карьеры.

## Достижения
| Год  | Соревнование                   | Город        | Место | Дисциплина            |
| ---- | ------------------------------ | ------------ | ----- | --------------------- |
| 1995 | Чемпионат Европы среди юниоров | Ньиредьхаза  | 1-е   | 100 метров            |
| 1995 | Чемпионат Европы среди юниоров | Ньиредьхаза  | 1-е   | Эстафета 4×100 метров |
| 1997 | Чемпионат Европы среди юниоров | Любляна      | 1-е   | 100 метров            |
| 1997 | Чемпионат Европы среди юниоров | Любляна      | 1-е   | Эстафета 4×100 метров |
| 1998 | Чемпионат Европы               | Будапешт     | 2-е   | 100 метров            |
| 1998 | Кубок мира                     | Йоханнесбург | 3-е   | 100 метров            |
| 1998 | Игры Содружества               | Куала-Лумпур | 1-е   | Эстафета 4×100 метров |
| 1999 | Чемпионат мира                 | Севилья      | 3-е   | 100 метров            |
| 1999 | Чемпионат мира                 | Севилья      | 2-е   | Эстафета 4×100 метров |
| 2000 | Олимпийские игры               | Сидней       | 4-е   | 100 метров            |
| 2001 | Чемпионат мира                 | Эдмонтон     | 4-е   | 100 метров            |
| 2006 | Чемпионат Европы               | Гётеборг     | 7-е   | 100 метров            |
| 2006 | Чемпионат Европы               | Гётеборг     | 1-е   | Эстафета 4×100 метров |
| 2008 | Чемпионат мира в помещении     | Валенсия     | 2-е   | 60 метров             |
| 2009 | Чемпионат Европы в помещении   | Турин        | 1-е   | 60 метров             |
| 2009 | Чемпионат Европы среди команд  | Лейрия       | 1-е   | 100 метров            |
| 2009 | Чемпионат Европы среди команд  | Лейрия       | 1-е   | 200 метров            |
| 2009 | Чемпионат мира                 | Берлин       | 6-е   | 100 метров            |
| 2010 | Чемпионат мира в помещении     | Доха         | 1-е   | 60 метров             |
| 2010 | Чемпионат Европы среди команд  | Берген       | 1-е   | 100 метров            |
| 2010 | Чемпионат Европы               | Барселона    | 5-е   | 100 метров            |
| 2011 | Чемпионат Европы в помещении   | Париж        | 2-е   | 60 метров             |
| 2011 | Чемпионат Европы среди команд  | Стокгольм    | 2-е   | 100 метров            |

## Интересные факты
13 марта 2017 года Дуэйн Чемберс обогнал на дистанции 100 м лошадь породы чистокровная верховая, пробежав расстояние за 10,36 сек.